# Pseudaleucis misera
Pseudaleucis misera là một loài bướm đêm trong họ Geometridae.